# Emidio Massi
Emidio Massi (Ascoli Piceno, 5 agosto 1922 – Ancona, 13 agosto 2016) è stato un politico e sindacalista italiano.

## Biografia
Sin dall'immediato secondo dopoguerra, giovanissimo, ha militato nelle file del Partito Socialista Italiano. 
È stato Consigliere e Assessore comunale di Ascoli Piceno eletto nella I Legislatura dopo la Liberazione. 
È stato Consigliere provinciale di Ascoli Piceno dal 1951 al 1956.

### L'attività sindacale
È stato molto impegnato nel sindacato CGIL, di cui è stato Segretario della Camera del Lavoro di Ascoli Piceno dal 1947 al 1951, seguendo, tra l'altro, una lunga vertenza nel distretto del cappello a Massa Fermana e Montappone.
Trasferitosi ad Ancona, fu Segretario della locale Camera del Lavoro dal 1952 al 1963. 

### L'impegno nel PSI
Dal 1963 al 1970 è stato Segretario provinciale di Ancona del PSI, vivendo in prima persona il periodo della nascita del centro-sinistra e dell'unificazione, poi abortita, con il PSDI.
È stato anche Vice Presidente dell’Amministrazione Provinciale di Ancona.

### Tra i fondatori della Regione Marche
Fu eletto consigliere per il Partito Socialista Italiano il 1º agosto 1970 nella nuova istituzione regionale delle Marche, all'atto della sua costituzione. Sarà anche, fino al 7 settembre 1978, Vice Presidente della Giunta regionale ed assessore all'Industria, Artigianato, Lavoro e Pesca, in una coalizione di centro-sinistra (DC-PSI-PSDI-PRI), ma partecipando anche al breve periodo di apertura al PCI nel Consiglio regionale marchigiano che portò all'elezione a Presidente del Consiglio dell'esponente comunista Renato Bastianelli (14 luglio 1975 - 24 luglio 1980).

### La Presidenza della Regione e l'impegno per lo sviluppo dell'economia marchigiana
È stato poi Presidente della Giunta regionale delle Marche, sempre con una coalizione di centro-sinistra, dall'8 settembre 1978 al 22 luglio 1990. Ha ricoperto quindi tale ruolo per 12 anni consecutivi, risultando il più longevo fra tutti i Presidenti succedutisi nell'incarico.
Come assessore all'Industria, Artigianato, Lavoro e Pesca prima, e poi come Presidente, memore anche del suo passato di sindacalista, ha sempre rivolto particolare attenzione al mondo del lavoro e delle piccole e medie imprese, che costituiscono il tessuto connettivo del sistema produttivo della regione, secondo il cosiddetto "modello marchigiano", espressione coniata dal grande economista Giorgio Fuà, il padre fondatore dell'ISTAO, Istituto Adriano Olivetti di studi per la gestione dell'economia e delle aziende di Ancona, centro di formazione dell'imprenditoria marchigiana, di cui Massi favorì lo sviluppo.
Consapevole della necessità che le piccole aziende sviluppassero attività consortili per meglio reggere la concorrenza delle grandi imprese, specie estere, ha cercato di favorire la creazione di strutture di servizio alle imprese, come ad esempio il COSMOB di Pesaro per il settore del legno e del mobile, la Meccano S.p.A. di Ancona per il settore dell'industria meccanica, la TecnoMarche s.c.a r.l. di San Benedetto del Tronto per l'innovazione tecnologica delle imprese. In questo senso, dal 1986 al 1990 ha collaborato con il prof Oscar Cangiotti per i servizi alle industrie del settore della moda.
Per la gestione delle partecipazioni della regione Marche nelle società di servizi alle imprese e nei consorzi venne creata la “Finanziaria Regionale per la Promozione e lo Sviluppo Economico delle Marche SPA”, che operò anche per garantire processi di ristrutturazione produttiva delle imprese in crisi, allo scopo anche di salvaguardarne l'occupazione, poi messa in liquidazione nel 2000.
Promosse l'apertura delle imprese della Regione ai mercati esteri, attraverso gemellaggi e viaggi con gli imprenditori nei territori emergenti, come la Cina.
La sua ultima intuizione è stata all'inizio del 1990 la creazione di un'unità di lavoro tra le regioni italiane che si affacciano sul mare Adriatico e le repubbliche federali della Jugoslavia, prima che divampasse il tragico conflitto in quei territori. Una struttura in qualche modo antesignana della Iniziativa Adriatico Ionica, nata proprio ad Ancona nel 2000 e della strategia della Macroregione Adriatico-Ionica varata dalla Commissione europea a fine 2014.

### Gli impegni successivi
Dal 1990 al 1993 è stato Presidente della Società Adriatica Navigazione.
Pur essendosi da tempo ritirato dalla vita politica, aveva continuato a essere un punto di riferimento, non solo per il suo partito, per la sua capacità di analisi e l’acume politico. Dopo il lungo periodo di caos successivo allo scioglimento del PSI del 1994, aveva aderito prima allo Sdi di Enrico Boselli, poi al ricostituito PSI di Riccardo Nencini.
È deceduto il 13 agosto 2016 all'età di 94 anni all'ospedale INRCA di Ancona.